# 聖保羅 (堪薩斯州)
聖保羅（英語：St. Paul）是一個位於美國堪薩斯州尼歐肖縣的城市。

## 地方資料
根據2020年美國人口普查的數據，聖保羅的面積為3.02平方千米，當中陸地面積為3.02平方千米，而水域面積為0.00平方千米。當地共有人口614人，而人口密度為每平方千米203.31人。